# هويليت
الهويليت (Hoelite) عبارة عن معدن ، اُكتشف في عام 1922 م في جبل بيراميد ، سبيتسبيرجين ، النرويج وسمّي باسم عالم الجيولوجيا النرويجي أدولف هويل (1879-1964) . صيغته الكيميائية (C6H4)2(CO)2 أو C14H8O2.
وهو معدن عضوي نادر جداً يتواجد في بيئات نار الفحم بالاتحاد مع الملح النشادري والكبريت الأصلي .